# 富田浜看護婦学校
富田浜看護婦学校（とみだはまかんごふがっこう）は、1924年（大正13年）から1980年（昭和55年）まで、三重県四日市市富田浜町にあった看護学校で、同地に立地する富田浜病院の付属看護学校である。同院院長の石田誠によって設立された。「富田浜准看護婦学校」とも言う。

## 概要
1. 教室は1錬で建坪15坪であった。
2. 修業年数は2ヶ年となっていた。
3. 病院実習を2ヶ年とする看護学校であった。
4. 寄宿舎は建坪50坪であった。

## 沿革
- 1924年（大正13年）
  - 3月20日 - 富田浜病院院長の石田誠医学博士により創立された。
  - 9月24日 - 文部大臣より卒業生が無試験で資格の認定ができる制度の指定を受けて富田浜病院の付属看護学校として創立をされた。
- 1952年（昭和27年） - 『私立富田浜准看護婦学校』に名称が改称された。
- 1968年（昭和43年） - 富田地区の大字茂福にある三重県立四日市北高等学校（現在の三重県立北星高等学校）と教育技能提携を結んで、三重県立四日市北高等学校の衛生看護科の実習単位の部分を担当した。
- 1980年（昭和55年） - 実習の問題と講師が不足していた問題で看護婦学校の生徒募集を中止して、実質的に廃校となった[1]。

## 所在地
- 三重県四日市市富田浜町26番地1号